# Кутб уд-Дин-хан Кока
Кутб-уд-Дин Хан Кока (13 августа 1569 — 20 мая 1607) — могольский государственный деятель, субадар (губернатор) Бенгалии (2 сентября 1606 — 20 мая 1607) во время правления падишаха Джахангира.

## Биография
Родился 13 августа 1569 года. Его первоначальное имя — Шейх Хубу. Его отец был придворным при дворе падишаха Акбара, а мать — дочерью шейха Салима Чишти. Он был молочным братом (кока) принца Салима, будущего падишаха Джахангира. Титул «Кутб-уд-Дин Хан» был пожалован ему принцем Салимом (будущим Джахангиром) во время его восстания против своего отца Акбара. Во время восстания принц Салим назначил Кутб-уд-Дина Хана субадаром провинции Бихар.
2 сентября 1606 года Кутб-уд-Дин Хан Кока был назначен падишахом Джахангиром губернатором Бенгальской субы. Мало что известно о деятельности Кутбуддина Хана в качестве субадара Бенгалии. Единственный зафиксированный инцидент — это его конфликт с Али Кули Истаджлу по прозвищу Шер Афган, фаудждаром Бурдвана в Бенгалии. Падишах Джахангир с целью вывода Али Кули из Бурдвана попросил Кутбб-уд-Дина Хана отправить Али Кули к императорскому двору. Опасаясь, что Али Кули может не выполнить приказ падишаха, субадар лично отправился в Бурдван, чтобы убедить его в этом. В последовавшей затем беседе у Кутб-уд-Дина возник план взять в плен Али Кули, и последний, уловив намерение субадара, напал на него с мечом, причинив ему смертельную рану. Солдаты Кутб-уд-Дина мгновенно убили Али Кули. Кут-Будд-Дин-хан скончался от полученных ранений в тот же день, когда произошел инцидент (20 мая 1607 года).

## Потомство
У Кутб-уд-Дин-хана Коки было два сына. Его первый сын, Саадуддин-хан, получил титул Саадуддин-Сиддики и был пожалован падишахом Джахангиром тремя джагирами: Аменабад, Талебабад и Чандрапратап в Газипурском районе Бангладеш, бывшей Восточной Бенгалии . Он стал родоначальником бангладешской ветви этой семьи. Среди его потомков в Бангладеш — Чоудхури Каземуддин Ахмед Сиддики (1876—1937), соучредитель ассамской бенгальской Мусульманской лиги и соучредитель университета Дакки, судья Бадруддин Ахмед Сиддики , Чоудхури Танбир Ахмед Сиддики (род. 1939), министр торговли Бангладеш (1979—1981) и Чоудхури Ирад Ахмед Сиддики, кандидат на пост мэра Дакки в 2015 году.
Его второй сын, Шейх Ибрагим, получил титул Кишвар-хана ака Мохташим-хана. Он был назначен киладаром (комендантом) крепости Рохтас в современном Бихаре. Шейх Ибрагим был женат на дочери Парвар ханум, дочери Асаф-хана, великого визиря Империи Великих Моголов в 1628—1641 годах, и сестре Мумтаз-Махал, супруге падишаха Великих Моголов Шах-Джахана и племяннице императрицы Нур-Джахан, любимой жены Джахангира. Шейх Ибрагим ака Мохташим-хан получил джагир из 22 деревень в Шейхупуре (сейчас город Бадаюн), где он построил крепость для своей семьи, где его потомки живут и по сей день. Это индийский филиал семьи Коки, и их потомки относятся Наваб Абдул-Гаффар хан Бахадур, джагирдарам из Шейхпура. Среди них — Бегум Парвин Азад — старший политик индийской партии Конгресс [11-й Лок Сабха (1996) партии Конгресс, кандидат от Бадаюна], Мухаммед Султана Хайдер «Джош» — выдающийся поэт и автор коротких рассказов урду и Бегум Абида Ахмед (1923—2003), жена 5-го президента Индии Фахруддина Али Ахмеда.